# 찬청구

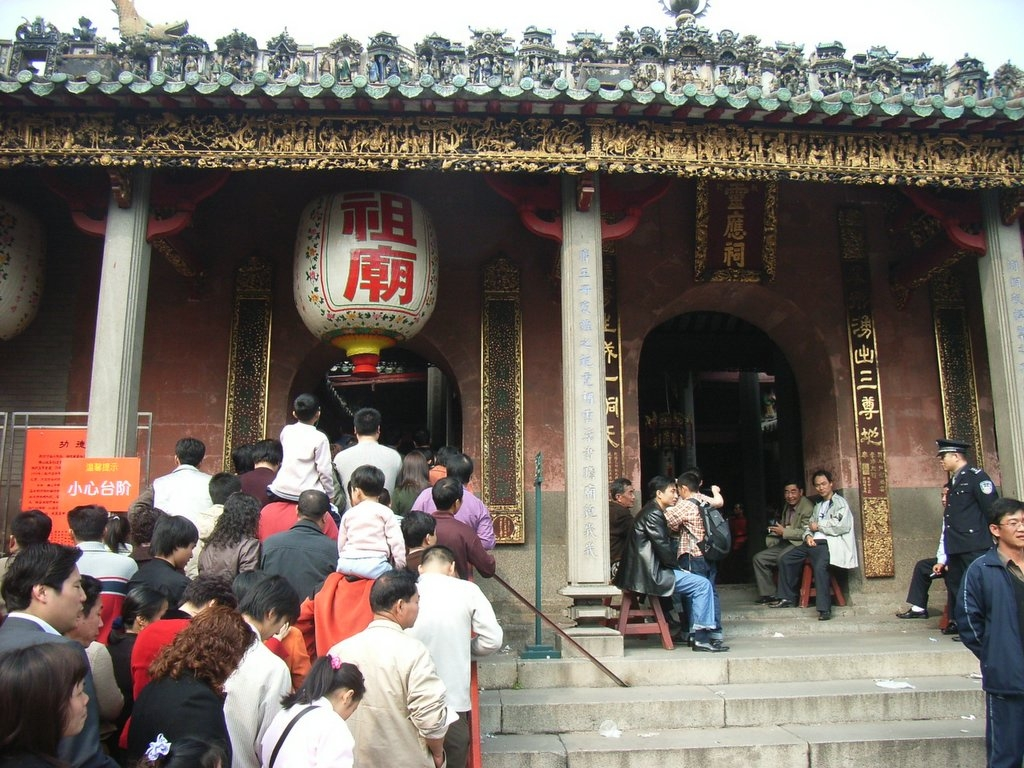

찬청구(중국어: 禅城区, 병음: Chánchéng Qū)는 중화인민공화국 광둥성 포산 시의 시할구이다. 지리적으로 포산 시의 중앙에 놓여있고 동쪽, 서쪽, 북쪽으로 난하이 구와 접하고 남쪽으로 순더 구와 접한다. 지형은 상대적으로 평평하다. 구는 또한 포산 시 정부가 위치한 도시의 정치적 중심지이다. 이곳은 또한 포산의 경제적, 문화적 중심이기도 하다. 넓이는 154km2이고, 인구는 2007년 기준으로 600,000명이다.

## 행정 구역
3개 가도, 1개 진을 관할한다.
- 가도: 祖庙街道, 石湾街道, 张槎街道.
- 진: 南庄镇.